# Skurpie
Skurpie (niem. Skurpien) – wieś w Polsce położona w województwie warmińsko-mazurskim, w powiecie działdowskim, w gminie Płośnica.
W latach 1975–1998 miejscowość administracyjnie należała do województwa ciechanowskiego.
Urodził się tutaj Hieronim Skurpski (1914–2006), malarz, rysownik, historyk sztuki i działacz kultury. 